# 坂上明兼
坂上 明兼（さかのうえ の あきかね）、初名中原 明兼（なかはら の あきかね）は、平安時代後期の貴族で、同時代最大の明法家（法学者）の一人。正五位下、明法博士、刑部省大判事。明法道中原氏の流祖中原範政の長男として生まれたが、最晩年に坂上氏の養子となり（もしくは復姓し）、自身は明法道坂上氏の流祖となった。弟は中原範光。子は兼成。明兼が草稿を執筆し嫡子兼成・嫡孫明基が増補校訂して完成させた法学書『法曹至要抄』は、律令格式を基盤としつつも、家学の明法道を援用して当時の社会の実態に即す法理を述べた大著だった。同書は、私撰にもかかわらず、鎌倉時代初期には律令法を事実上代替する公家法の法典として機能し、武家法である鎌倉幕府の基本法『御成敗式目』にも影響を与えた。和歌にも長じ勅撰集『詞花和歌集』『千載和歌集』に1首ずつ入集。

## 略歴
平安時代末期、承暦3年（1079年）に、中原範政の子として誕生。中原氏は10世紀の明経博士中原有象を氏祖とする学者の名門で、中原氏嫡流は明経道（儒学）を家学とし外記の上首である局務を世襲したが、その庶流で有象の曾孫である範政は、明法道（法学）を家学とする一流の流祖となった。その明法道系統の中原氏は、明兼の弟である中原範光が継ぐことになる。
なお、父の範政は、宮内庁書陵部蔵『諸家系図』所載の中原氏の系図では、中原俊光の実子とされている。その一方で、範政は、『続群書類従』所載の坂上氏の系図では、坂上定成の実子とされている。通説的には前者の説を採用し、範政・明兼父子は血筋上は中原氏なのだとする場合が多い。一方、利光三津夫は、両者を折衷して、父の範政は坂上氏から中原氏に養子として入った人物なのではないかと主張した。
永久元年（1113年）ごろ、数え35歳前後で明法道の首位である明法博士となる。のち叙爵されて貴族となり、刑部省大判事などを務めた。平安時代中期には、明法道＝法学は一時期衰えていたが、後期になって院政期に入った当時、土地の領有や売買・貸借に関する訴訟問題が顕著になったことから、法学の必要性が再認識されるようになった。このような時代の要請に応じて明兼が著した（もしくは嫡子の兼成・嫡孫の明基が引き継いで完成させた）『法曹至要抄』は、律令を事実上代替する現行法としての役割を果たした。
明兼は生涯の大部分を中原氏の「中原明兼」として活動しており、「坂上明兼」を称したことが確実な史料は『文保記』久安元年（1145年）や『本朝世紀』同2年（1146年）に散見されるのみである。そのため、利光は、明兼が坂上氏を称したのは、彼が齢60代後半に達した、死没直前の2年間か3年間程度のことではないかとしている。明兼が坂上氏になった理由として、利光は、前述したように明兼父の範政の実家が坂上氏であると想定し、明兼が歌道での立場を引き上げるために、実家である坂上氏に復姓したのではないかと主張した。
久安3年（1147年）に数え69歳で卒去、極位は少なくとも正五位下。跡を兼成が継ぎ、さらに次代が明兼同様に明法博士として大成し『裁判至要抄』を著した明基である。

## 人物
後世の坂上氏系の明法家たちからはその始祖と畏敬され、彼らの多くは「明」の通字を用いた。だが、明兼の単著であることが確実なもののうち『三十巻抄』等の主要著作は全て散逸した。明兼本人による確実な私記で比較的長文のものは、『法曹類林』公務八に収録されている、天承元年（1131年）5月の問答である。
明兼を法学書『法曹至要抄』（ほっそうしようしょう）の著者とする説は、古くは『本朝書籍目録』や一条兼良『法曹至要抄註』などに見える。一方、嫡孫の明基の著とする説もあり、神宮文庫本の同書奥書には「本云明法博士明基権進于関東云々」（「権進」は「選進」の誤記という説がある）とあり、しかも本文では明兼没後の建久4年（1193年）の宣旨が引用されている。坂本太郎は、両説を統合して、父の範政の家学を元に明兼が原『法曹至要抄』を著作し、そこに明基の代までの増補が加わって完成されたのが現行の『法曹至要抄』であるという説を唱え、他の研究者からも基本的に支持されている。
『法曹至要抄』の各条項は、本文で律令格式等を引用し、案文で明法家としての家学による私見と当時の法解釈・法慣習を折衷した意見を述べるという形式を取っている。明兼一族によって創案された法理は、院政期から鎌倉時代初期の社会の実態に即した法体系であったことから、私撰の書であるにもかかわらず、実務上は公的な判決の作成にも規範として一定の効力があった。特に、刑事法の面では、鎌倉幕府の基本法である武家法『御成敗式目』へ影響を与えたとも言われる。
歌人としては、勅撰和歌集である『詞花和歌集』および『千載和歌集』に1首ずつ入集した。

## 官歴
- 天永2年（1111年） - 左衛門志（道志、『中右記』）[1]
- 永久元年（1113年）ごろ - 明法博士正六位上（『除目大成抄』）[1]
- 同3年（1115年）ごろ - 明法博士兼左衛門少志（『朝野群載』十一の同年12月20日勘文[注釈 2]）[1]
- 保安4年（1123年）ごろ - 修理左宮城主典正六位上行明法博士兼左衛門志（『東大寺文書』明法博士勘状案）[1]
- 長承2年（1133年）ごろ - 大判事兼明法博士安芸権介（『東大寺文書』明法博士勘状案）[1]
- 久安2年（1146年） - 正五位下、伯耆権介[1]